# 1538
Відродження •  Реформація •  Доба великих географічних відкриттів •  Ганза

## Геополітична ситуація
Османську державу очолює Сулейман I Пишний (до 1566). Імператором Священної Римської імперії є Карл V Габсбург (до 1555). У Франції королює Франциск I (до 1547).
Середню частину Апеннінського півострова займає Папська область. Неаполітанське королівство на півдні захопила Іспанія. Венеційська республіка залишається незалежною, Флорентійське герцогство, Генуезька республіка та Міланське герцогство входять до складу Священної Римської імперії.
Іспанським королівством править Карл I (до 1555). В Португалії королює Жуан III Благочестивий (до 1557).
Генріх VIII є королем Англії (до 1547). Королем Данії та Норвегії — Кристіан III (до 1559). Королем Швеції — Густав I Ваза (до 1560). Королем частини Угорщини та Богемії є римський король Фердинанд I Габсбург (до 1564). На більшій частині Угорщини править Янош Запольяї як васал турецького султана. У Польщі королює Сигізмунд I Старий (до 1548), він же залишається князем Великого князівства Литовського.
Галичина входить до складу Польщі. Волинь належить Великому князівству Литовському. Московське князівство очолює Іван IV (до 1575).
На заході євразійських степів існують Казанське ханство, Кримське ханство, Астраханське ханство, Ногайська орда. Єгипет захопили турки. Шахом Ірану є сефевід Тахмасп I. У Китаї править династія Мін. Значними державами Індостану є Імперія Великих Моголів, Біджапурський султанат, Віджаянагара. В Японії триває період Муроматі.
Триває підкорення Америки європейцями. На завойованих землях ацтеків існує віцекоролівство Нова Іспанія.

## Події
- Після смерті Олени Глинської, матері Івана IV, регентство в Московщині захопили бояри.
- Турецький султан Сулейман I Пишний здійснив похід проти молдавського господаря Петру IV Рареша, змусивши його втекти в Трансильванію. Господарем Молдови став Стефан V Лакуста.
- Імператор Карл V Габсбург, його брат римський король Фердинанд I Габсбург, папа римський Павло III та Венеція утворили Священну лігу проти турків.
- Турецький флот під Гайруддіна Барбаросси завдав в битві біля Превези поразки флоту Священної Римської імперії під командою Андреа Доріа.
- Османський морський похід проти португальців у Індії завершився невдачею.
- Імператор Карл V Габсбург та французький король Франциск I підписали в Ніцці перемир'я.
- Фердинанд I Габсбург та Янош Заполья підписали в Ораді таємну угоду, що затвердила поділ Угорщини.
- Міська рада Женеви вигнала з міста Жана Кальвіна та інших протестантських проповідників.
- 26 квітня Франциско Пісарро завдав поразки Дієго де Альмарго і незабаром захопив Куско.
- 25 липня іспанський конкістадор Франсіско де Орельяна заснував місто Гуаякіль.
- Гонсало Хіменес де Кесада заснував Боготу.

## Народились
Докладніше: Народилися 1538 року

## Померли
Докладніше: Померли 1538 року